# ÖFB-Cup 1985-1986
La ÖFB-Cup 1985-1986 è stata la 52ª edizione della coppa nazionale di calcio austriaca.

## Ottavi di finale
| Squadra 1            | Risultato       | Squadra 2          |
| -------------------- | --------------- | ------------------ |
| 24 settembre 1985    |                 |                    |
| Kundl                | 2 - 3           | Vorwärts Steyr     |
| 31 marzo 1986        |                 |                    |
| Salzburger AK        | ? - ? (6-5 dtr) | Admira/Wacker      |
| 1º aprile 1986       |                 |                    |
| Donawitzer SV Alpine | 4 - 1           | Villacher SV       |
| First Vienna         | 0 - 1           | Sturm Graz         |
| Austria Klagenfurt   | 2 - 1           | Kremser SC         |
| Rapid Vienna         | 6 - 0           | Austria Salisburgo |
| VÖEST Linz           | 1 - 2           | Austria Vienna     |
| 2 aprile 1986        |                 |                    |
| LASK                 | 1 - 0           | Eisenstadt         |

## Quarti di finale
| Squadra 1          | Risultato   | Squadra 2            |
| ------------------ | ----------- | -------------------- |
| 15 aprile 1986     |             |                      |
| Vorwärts Steyr     | 0 - 1 (dts) | Sturm Graz           |
| Austria Vienna     | 4 - 0       | Salzburger AK        |
| Austria Klagenfurt | 2 - 0       | LASK                 |
| Rapid Vienna       | 3 - 0       | Donawitzer SV Alpine |

## Semifinale
| Squadra 1      | Risultato | Squadra 2          |
| -------------- | --------- | ------------------ |
| 29 aprile 1986 |           |                    |
| Austria Vienna | 2 - 0     | Sturm Graz         |
| Rapid Vienna   | 2 - 0     | Austria Klagenfurt |

## Finale
| Squadra 1     | Risultato   | Squadra 2      |
| ------------- | ----------- | -------------- |
| 6 maggio 1986 |             |                |
| Rapid Vienna  | 4 - 6 (dts) | Austria Vienna |